# العلاقات البوليفية الكمبودية
العلاقات البوليفية الكمبودية هي العلاقات الثنائية التي تجمع بين بوليفيا وكمبوديا.

## مقارنة بين البلدين
هذه مقارنة عامة ومرجعية للدولتين:
| وجه المقارنة                                              | بوليفيا                                          | كمبوديا                   |
| --------------------------------------------------------- | ------------------------------------------------ | ------------------------- |
| المساحة (كم2)                                             | 1.10 مليون                                       | 181.03 ألف                |
| عدد السكان (نسمة)                                         | 11.05 مليون                                      | 16.01 مليون               |
| الكثافة السكانية (ن./كم²)                                 | 10.05                                            | 88.44                     |
| العاصمة                                                   | سوكري، لاباز                                     | بنوم بنه                  |
| اللغة الرسمية                                             | اللغة الإسبانية، اللغة الأيمرية، كتشوا، غوارانية | اللغة الخميرية            |
| العملة                                                    | بوليفاريو بوليفي                                 | ريال كمبودي، دولار أمريكي |
| الناتج المحلي الإجمالي (بليون دولار)                      | 37.51 مليار                                      | 22.16 مليار               |
| الناتج المحلي الإجمالي (تعادل القوة الشرائية) بليون دولار | 74.58 مليار                                      | 54.37 مليار               |
| الناتج المحلي الإجمالي الاسمي للفرد دولار أمريكي          | 3.08 ألف                                         | 1.16 ألف                  |
| الناتج المحلي الإجمالي للفرد دولار أمريكي                 | 6.63 ألف                                         | 3.26 ألف                  |
| مؤشر التنمية البشرية                                      | 0.662                                            | 0.555                     |
| رمز المكالمات الدولي                                      | +591                                             | +855                      |
| رمز الإنترنت                                              | .bo                                              | .kh                       |
| المنطقة الزمنية                                           | 00                                               | ت ع م+07:00               |

## منظمات دولية مشتركة
يشترك البلدان في عضوية مجموعة من المنظمات الدولية، منها:
| علم المنظمة | اسم المنظمة                        | تاريخ انضمام بوليفيا | تاريخ انضمام كمبوديا |
| ----------- | ---------------------------------- | -------------------- | -------------------- |
|             | الاتحاد البريدي العالمي            | ?                    | ?                    |
|             | مؤسسة التنمية الدولية              | 21 يونيو 1961        | 22 يوليو 1970        |
|             | منظمة حظر الأسلحة الكيميائية       | ?                    | ?                    |
|             | منظمة التجارة العالمية             | 12 سبتمبر 1995       | ?                    |
|             | الأمم المتحدة                      | 14 نوفمبر 1945       | 14 ديسمبر 1955       |
|             | وكالة ضمان الاستثمار متعدد الأطراف | 3 أكتوبر 1991        | 1 ديسمبر 1999        |
|             | منظمة الشرطة الجنائية الدولية      | ?                    | ?                    |
|             | مؤسسة التمويل الدولية              | 20 يوليو 1956        | 26 مارس 1997         |
|             | الاتحاد الدولي للاتصالات           | 1 يونيو 1907         | 10 أبريل 1952        |
|             | البنك الدولي للإنشاء والتعمير      | 27 ديسمبر 1945       | 22 يوليو 1970        |
|             | يونسكو                             | 13 نوفمبر 1946       | 3 يوليو 1951         |

## وصلات خارجية
- موقع وزارة الخارجية البوليفية
- موقع وزارة الخارجية الكمبودية